# Lista najwyższych budynków w Milwaukee
Milwaukee jest miastem w USA położonym nad jeziorem Michigan. Znajduje się tutaj 7 budynków o wysokości powyżej 100 metrów. W trakcie budowy jest 1 wysoki budynek. Nie ma żadnych zatwierdzonych projektów nowych wieżowców w tym mieście.  

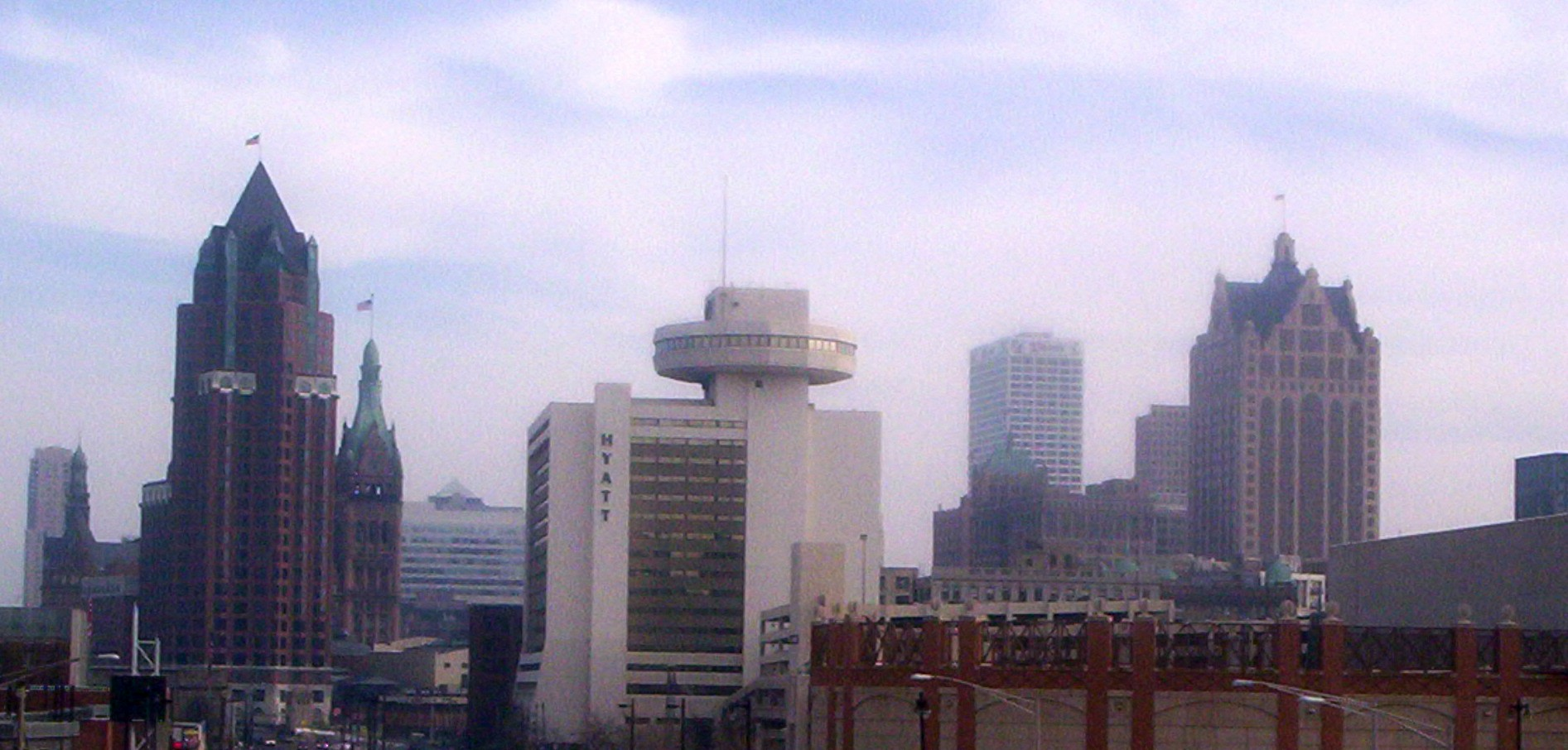
Centrum miasta

## 10 najwyższych budynków
| Ranking | Budynek                   | Wysokość strukturalna | Liczba pięter | Rok budowy |
| ------- | ------------------------- | --------------------- | ------------- | ---------- |
| 1.      | US Bank Center            | 183 m                 | 42            | 1973       |
| 2.      | 100 East Wisconsin        | 167 m                 | 37            | 1989       |
| 3.      | Milwaukee Center          | 130 m                 | 28            | 1988       |
| 4.      | 411 East Wisconsin Center | 124 m                 | 30            | 1985       |
| 5.      | Northwestern Mutual Tower | 120 m                 | 19            | 1990       |
| 6.      | Kilbourn Tower            | 116 m                 | 33            | 2005       |
| 7.      | Milwaukee City Hall       | 108 m                 | 15            | 1895       |
| 8.      | 1000 North Water Street   | 90 m                  | 16            | 1991       |
| 9.      | Chase Tower               | 88 m                  | 22            | 1961       |
| 10.     | Allen-Bradley Clocktower  | 86 m                  | 17            | 1962       |